# Centre Agrícola de Sant Pau d'Ordal
El centre Agrícola de Sant Pau d'Ordal és un edifici de Sant Pau d'Ordal, del municipi de Subirats (Alt Penedès) protegit com a bé cultural d'interès local.
És un edifici aïllat de planta rectangular i teulada a dues aigües. A l'interior hi ha un cafè i una sala de ball amb escenari i galeria. Les façanes tenen finestres rectangulars amb guardapols format per línies rectes i corbes.